# Internettap
Een internettap is het door een derde partij onderscheppen van internetverkeer om daarmee heimelijk e-mail- en andere vormen van digitale communicatie tussen twee partijen mee te lezen, te beluisteren of te analyseren. Het is illegaal wanneer dit door particulieren gebeurt, maar politie en geheime diensten mogen binnen de kaders van de wet op legale wijze internettaps plaatsen. Dit laatste wordt met een Engelse term lawful interception (LI) genoemd. De bij internetcommunicatie horende metadata kunnen apart worden opgevraagd of onderschept.

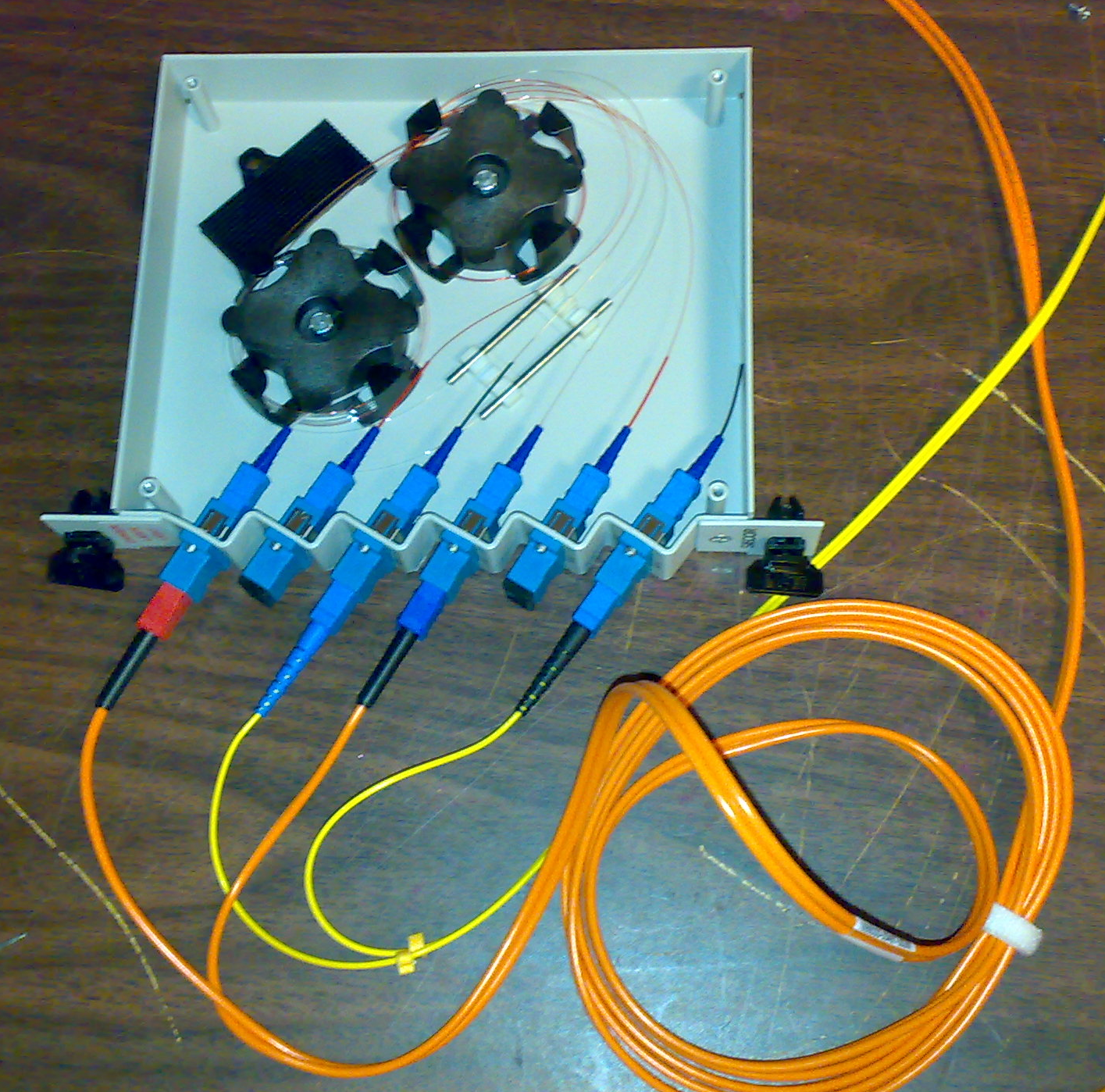
Een fiber optic cable splitter met twee ingangen (oranje), twee uitgangen (geel) en twee aansluitingen voor de monitoring

Een netwerktap heeft minstens drie poorten: een poort A, een poort B en een monitoring poort. De tap die wordt geïnstalleerd op een fysieke kabel tussen A en B leidt al het verkeer om via de monitoring poort en kopieert het tegelijkertijd. Op deze manier kan een derde partij beschikken over alle informatie die van het ene naar het andere punt vloeit, zonder dat de communicerende partijen er weet van hebben.

## Nederland
In Nederland mogen de volgende overheidsdiensten gebruikmaken van internettaps:
- De Nationale politie
- De Koninklijke Marechaussee

De vier bijzondere opsporingsdiensten:
- Fiscale Inlichtingen en Opsporingsdienst en Economische controledienst (FIOD-ECD)
- Nederlandse Arbeidsinspectie (voorheen SIOD, later Inspectie SZW)
- Inspectie Leefomgeving en Transport (voorheen IOD van VROM)
- Algemene Inspectiedienst (AID) van LNV

De twee geheime diensten:
- Algemene Inlichtingen- en Veiligheidsdienst (AIVD)
- Militaire Inlichtingen- en Veiligheidsdienst (MIVD)

### Wettelijk kader
De Nederlandse politie mag e-mail- en internetverkeer onderscheppen en de bijbehorende metadata opvragen op basis van de artikelen 126la t/m 126nc in Boek 1, Titel IVA van het Wetboek van Strafvordering (Sv). Deze bijzondere opsporingsbevoegdheden werden na de parlementaire enquete opsporingsmethoden opnieuw geregeld via de Wet Bijzondere OpsporingsBevoegdheden (Wet BOB) en zijn per 1 februari 2000 van kracht geworden.
Een gerichte internet- of e-mailtap mag volgens art. 126m Sv alleen geplaatst worden als het dringend nodig is voor het onderzoek naar een misdrijf waarop een gevangenisstraf van vier jaar of meer staat (waarbij de verdachte voor voorlopige hechtenis in aanmerking komt) en die een ernstige inbreuk op de rechtsorde vormt.
Een internet- of e-mailtap kan voor een periode van maximaal 4 weken worden geplaatst op bevel van een officier van justitie, na voorafgaande machtiging door een rechter-commissaris. De tap kan verlengd worden na toestemming door de officier van justitie. Informatie afkomstig uit een dergelijke tap mag alleen in andere onderzoeken gebruikt worden na toestemming door een rechter-commissaris en wordt, afhankelijk van het misdrijf, tussen de 5 en 30 jaar bewaard.
Op basis van art. 126n Sv kan de politie, na voorafgaande toestemming van een officier van justitie, ook gegevens over een bepaalde gebruiker, alsmede gegevens over diens internet- of e-mailverkeer (dat wil zeggen de metadata) opvragen. Dit kan zowel bestaande als toekomstige gegevens betreffen, voor periode van maximaal 3 maanden, waarbij verlenging mogelijk is.
Een opsporingsambtenaar van de politie kan gegevens als naam, adres en IP- en e-mailadressen van een gebruiker op grond van art. 126na Sv opvragen via het Centraal Informatiepunt Onderzoek Telecommunicatie (CIOT), dat als centraal doorgeefluik voor de telecom- en internetaanbieders fungeert.
Voor het uitvoeren van internettaps en het opvragen van internetgegevens bieden de artikelen 126t t/m 126 ug Sv een aparte regeling als het gaat om georganiseerde misdaad en de artikelen 126zg t/m 126zj Sv als er aanwijzingen voor een terroristisch misdrijf zijn.
De AIVD en de MIVD zijn op grond van art. 25 van de Wet op de inlichtingen- en veiligheidsdiensten 2002 (Wiv) bevoegd om gerichte internet- en e-mailtaps uit te voeren.

### Technische uitvoering
Sinds 2002 zijn internetproviders volgens de Telecommunicatiewet verplicht om technische maatregelen te treffen die het mogelijk maken om hun diensten af te tappen. Op grond van de Wet bewaarplicht telecommunicatiegegevens dienden providers sinds 2009 bovendien de verkeersgegevens van al hun klanten gedurende 6 tot 12 maanden te bewaren, maar deze wet werd op 11 maart 2015 door de voorzieningenrechter buiten werking gesteld wegens strijd met artikel 7 en 8 van het Handvest van de grondrechten van de Europese Unie.

#### Soorten taps
Bij het aftappen van internetverkeer wordt in Nederland een onderscheid gemaakt tussen een IP-tap en een e-mailtap:
- Bij een e-mailtap worden alleen de inkomende e-mails van Nederlandse Internet Service Providers onderschept, niet die via buitenlandse diensten zoals Hotmail en Gmail. De reden is dat men alleen bij inkomende e-mails zeker kan zijn dat die gelezen worden door de persoon voor wie een tapbevel is afgegeven, aangezien deze daarvoor op zijn e-mailaccount moet inloggen. Uitgaande e-mails kunnen daarentegen ook door andere personen zijn opgesteld.
- Bij een IP-tap wordt al het internetverkeer onderschept, waaronder ook uitgaande e-mails en gesprekken via VoIP. Deze laatste zijn echter vaak versleuteld, waardoor de inhoud ook bij een internettap niet afgeluisterd kan worden. Blijkens een rapport uit 2012 werden bij IP-taps geen filters toegepast en kwam hierdoor alle internetverkeer, inclusief gedownloade muziek en films, binnen, wat een zeer grote hoeveelheid data kon opleveren. Een internettap kan worden toegestaan voor een IP-adres, of voor als dat niet bekend is, voor een huisadres, dat dan meerdere IP-adressen kan omvatten.[4][5]

#### Kosten
Aftapbaar zijn is een kostbare zaak vanwege de hoge kosten van apparatuur. De kosten van het aftapbaar maken van hun netwerken, moeten grotendeels worden opgebracht door de internetaanbieders zelf. De overheid geeft alleen een kleine vergoeding voor het uitvoeren van tapbevelen en het verstrekken van klantgegevens. Verreweg het grootste deel van de kosten wordt daarom betaald door internetaanbieders.
Voor kleinere providers is daarom in 2002 de Nationale Beheerorganisatie voor Internet Providers (NBIP) opgericht, met als doel apparatuur voor het aftappen gezamenlijk aan te schaffen en zo deze grote investeringen gezamenlijk te delen. Op het moment dat een internetprovider een tapbevel ontvangt, kunnen de bij NBIP aangesloten internetproviders gebruikmaken van de apparatuur van NBIP.

#### Tapkamers
Tegenwoordig is het de Landelijke Eenheid (LE) van de politie die de verzoeken om internettaps van de afzonderlijke politie-eenheden, de Rijksrecherche, de bijzondere opsporingsdiensten, alsmede van de Koninklijke Marechaussee ontvangt en deze overbrengt naar de diverse aanbieders van telecommunicatiediensten. Deze aanbieders sturen vervolgens de getapte data naar de afdeling Interceptie & Sensing (I&S, voorheen Unit Landelijke Interceptie, ULI) van de Landelijke Eenheid, dat als centraal loket fungeert om de taps naar de juiste diensten en eenheden door te zetten.
De AIVD beschikt over een eigen tapkamer, die ook de internettaps voor de MIVD behandelt.

### Aantallen taps
Over het aantal taps dat de providers in opdracht van de opsporingsdiensten plaatsen, werd tot 2010 in het belang van de staatsveiligheid officieel geen uitspraak gedaan. Na lang aandringen van de Tweede Kamer heeft minister Hirsch Ballin van Justitie in 2010 aangekondigd deze cijfers periodiek bekend te gaan maken. Vanaf 1 januari 2010 ging het Korps landelijke politiediensten (KLPD) het aantal internettaps landelijk registreren.
De stichting NBIP heeft vanaf oktober 2006 ook cijfers op haar website bekendgemaakt over het aantal internettaps. Het ministerie van Justitie heeft de NBIP toegestaan de eigen cijfers te publiceren omdat het gaat om globale aantallen. De NBIP mag vanwege de staatsveiligheid niet aangeven hoeveel van het totaal aantal taps voor de inlichtingendiensten (bv AIVD) is geweest. De onderstaande tabel geeft het aantal taps weer onder de klanten van de bij NBIP aangesloten internetproviders. In 2009 waren dat ongeveer 1,5 miljoen internetters. Een gemiddelde internettap duurt ongeveer twee maanden.
| Aantallen internettaps bij NBIP-providers                                                                                                  | Aantallen internettaps bij NBIP-providers                           | Aantallen internettaps bij NBIP-providers |
| Jaar | Aantal getapte internetgebruikers alleen klanten van NBIP-providers | Aantal tapmaanden                         |
| --- | ------------------------------------------------------------------- | ----------------------------------------- |
| 2003 | 6                                                                   | 18                                        |
| 2004 | 10                                                                  | 23                                        |
| 2005 | 15                                                                  | 40                                        |
| 2006* | 31                                                                  | 66                                        |
| 2009 | 335                                                                 | 8920                                      |
| *) De cijfers over 2006 zijn een schatting op basis van de gegevens van september/oktober 2006 BRON: NBIP-persbericht d.d. 10 oktober 2006 |                                                                     |                                           |

In 2010 liet het ministerie van Binnenlandse Zaken mede namens het ministerie van Defensie aan de Tweede Kamer weten dat er in het jaar 2009 in totaal 1078 taps zijn uitgezet door de AIVD en 53 door de MIVD. Daarbij is niet duidelijk gemaakt of het hierbij gaat om telefoon- of internettaps, dan wel of gebruik is gemaakt van microfoons om gesprekken op te vangen. Voor latere jaren zijn dergelijke cijfers niet meer openbaar gemaakt. Van 2010 t/m 2013 werden blijkens cijfers van het Ministerie van Veiligheid en Justitie door de politie de volgende aantallen internettaps (zowel IP-taps als e-mailtaps) geplaatst:
| Aantallen internettaps door de politie | Aantallen internettaps door de politie | Aantallen internettaps door de politie |
| Jaar                                   | Internettaps                           | Gemiddeld per dag                      |
| -------------------------------------- | -------------------------------------- | -------------------------------------- |
| 2010                                   | 1.704                                  | 131                                    |
| 2011                                   | 3.331                                  | 339                                    |
| 2012                                   | 16.676                                 | 727                                    |
| 2013                                   | 17.806                                 | 829                                    |

Sinds 2014 wordt als gevolg van de invoering van een nieuwe interceptiestandaard geen onderscheid meer gemaakt tussen telefoon- en internettaps. Dat betekent dat de ca. 25.000 taps in dat jaar zowel op telefoon- als internetverkeer betrekking kunnen hebben, dit aangezien de meeste taps tegenwoordig op smartphones worden gezet. De nieuwe interceptiestandaard houdt in dat zowel voor het tappen van telefonie als van internetverkeer, voortaan hetzelfde overdrachtsprotocol gebruikt wordt om de afgetapte gegevens over te dragen. Voordien waren er aparte standaarden voor spraak en voor internet in gebruik.
| Aantal getapte nummers door de politie | Aantal getapte nummers door de politie | Aantal getapte nummers door de politie |
| Jaar                                   | Totaal                                 | Gemiddeld per dag                      |
| -------------------------------------- | -------------------------------------- | -------------------------------------- |
| 2014                                   | 25.181                                 | 1.386                                  |
| 2015                                   | 24.063                                 | 1.415                                  |
| 2016                                   | 24.850                                 | 1.423                                  |

## Caribisch Nederland
In het Caribisch deel van het Koninkrijk der Nederlanden zijn de politie, de recherche, de marechaussee en de douane van Curaçao, Sint Maarten en de BES eilanden Bonaire, Sint-Eustatius en Saba aangesloten bij het interceptiesysteem dat beheerd wordt door het Recherchesamenwerkingsteam (RST) van de betrokken landen.
Van 2014 t/m 2016 werden de 31 telefoon- en internetdiensten van de 13 providers op deze eilanden aftapbaar gemaakt. Vervolgens werd vanaf januari 2015 een nieuw interceptiesysteem in gebruik genomen, waar de verschillende diensten een voor een op aangesloten werden. Het nieuwe systeem maakt het onder meer mogelijk om "gedelegeerd taps te kunnen zetten en activeren volgens het vier ogen principe", alsmede gegevens over de gebruikers en de aantallen taps per periode te leveren. In 2015 liepen er gemiddeld 76 taps per maand.